# Beinn Achaladair
Beinn Achaladair – szczyt w paśmie Bridge of Orchy, w Grampianach Centralnych. Leży w Szkocji, na pograniczu hrabstw Argyll and Bute i Perth and Kinross. 